# Micronycteris homezi
Micronycteris homezi (Pirlot, 1967) è un pipistrello della famiglia dei Fillostomidi diffuso nell'America meridionale.

## Descrizione

### Dimensioni
Pipistrello di piccole dimensioni, con la lunghezza totale di 59 mm, la lunghezza dell'avambraccio tra 31,4 e 37,4 mm, la lunghezza della coda di 11 mm, la lunghezza del piede di 11 mm, la lunghezza delle orecchie di 23 mm e un peso fino a 6,8 g.

### Aspetto
La pelliccia è lunga. Le parti dorsali sono marroni scure con la base bianca, mentre le parti ventrali sono grigie o giallo-brunastre. Il muso è allungato, la foglia nasale è ben sviluppata, lanceolata e con la porzione anteriore saldata al labbro superiore soltanto alla base, mentre sul labbro inferiore è presente un cuscinetto carnoso a forma di V. Le orecchie sono grandi, ovali, ricoperte di peli lungo il margine anteriore e unite sulla testa da una membrana ben sviluppata con un profondo incavo centrale. Una piccola zona priva di peli è presente sulla testa tra le orecchie e dietro la membrana, probabilmente in corrispondenza di una sacca ghiandolare. Il trago è corto, triangolare e con un piccolo incavo alla base del margine posteriore. La coda è lunga circa la metà dell'ampio uropatagio. Il calcar è più corto del piede.

## Biologia

### Alimentazione
Si nutre di insetti.

## Distribuzione e habitat
Questa specie è diffusa nel Venezuela, Guyana, Suriname, Guyana francese e nello stato brasiliano settentrionale del Pará.
Vive nelle foreste primarie.

## Conservazione
LA IUCN considera M.homezi sottospecie di M.inuta.